# Region Biombo
Biombo ist eine Verwaltungsregion in Guinea-Bissau mit etwa 93.000 Einwohnern. Sie ist nach dem autonomen Hauptstadtsektor Bissau die kleinste Region des Landes. Hauptstadt der Region ist Quinhamel mit etwa 43.000 Einwohnern.
Im guineabissauischen Kreol trägt die Region auch den Beinamen  Tchon di Pépel, „Land der Papel“, unter Bezugnahme auf die hier vorherrschende Ethnie der Pepel (auch Papel).
Die Region gilt als besonders animistisch geprägt, begünstigt durch die Anwesenheit vieler traditioneller Ethnien, neben den Pepel auch Balanta, Mandinka, Manjago, Bijagos u. a.
Die vom Atlantik und dem Rio Mansôa gekennzeichnete wasserreiche Region ist für ihre ausgedehnten Mango-Haine bekannt.

## Verwaltungsgliederung
Die Region Biombo ist in drei Sektoren mit gleichlautenden Hauptstädten untergliedert:
- Quinhamel
- Prábis
- Safim

## Wirtschaft
Die Region liefert vor allem Mangofrüchte, Reis und Austern in die Hauptstadt Bissau. Weitere Produkte aus der Region sind Palmöl und Palmwein, Cashew- und Zuckerrohr-Produkte.
Auch für Schmiedewaren und gewebte Stoffe ist die Region im Land bekannt.